# Gare de Lille-Flandres
Gare de Lille-Flandres vasútállomás Franciaországban, Lille településen. Lillének két vasútállomása is van: Gare de Lille-Europe állomásra érkeznek a nagysebességű vonatok (TGV, Eurostar), melyek a nemzetközi és a távolsági forgalmat szolgálják; Gare de Lille-Flandres a város régi vasútállomása, ahová a lassabb regionális belföldi, továbbá a belga regionális vonatok érkeznek.

## Vasútvonalak
Az állomást az alábbi vasútvonalak érintik:
- Párizs-Lille-vasútvonal
- Lille–Fontinettes-vasútvonal
- Fives-Abbeville-vasútvonal

## Kapcsolódó állomások
A vasútállomáshoz az alábbi állomások vannak a legközelebb:
- Gare de Croix - Wasquehal
- Gare de La Madeleine
- Gare de Mont-de-Terre
- Gare de Lezennes (P81)
- Gare de Lille-Porte-de-Douai
- Gare de Ronchin
- Gare de Seclin
- Gare d’Orchies
- Gare de Douai
- Gare de Roubaix (Gare de Lille-Flandres)
- Gare d’Armentières